# Bunderberggroeve

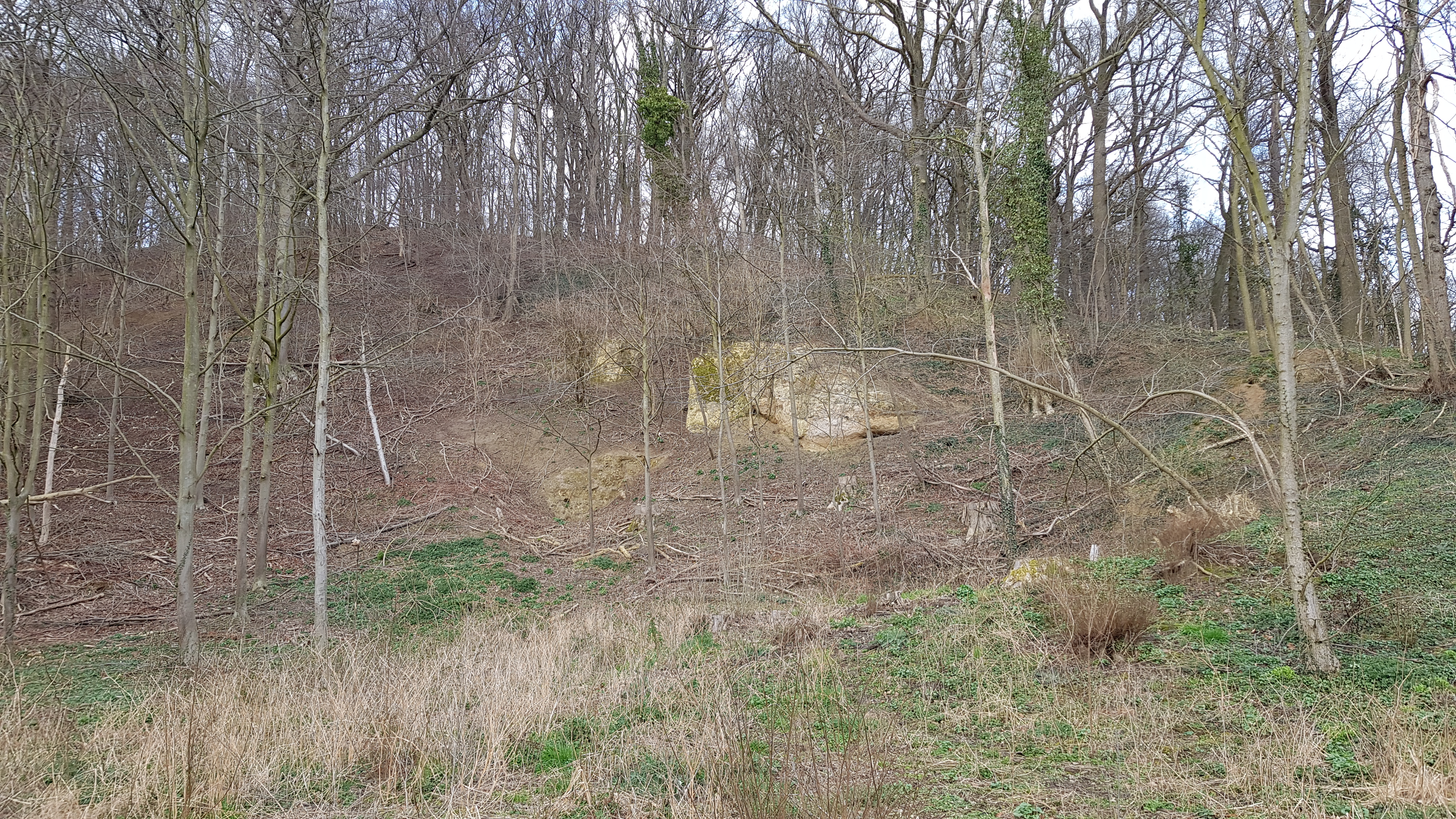
Bunderberggroeve

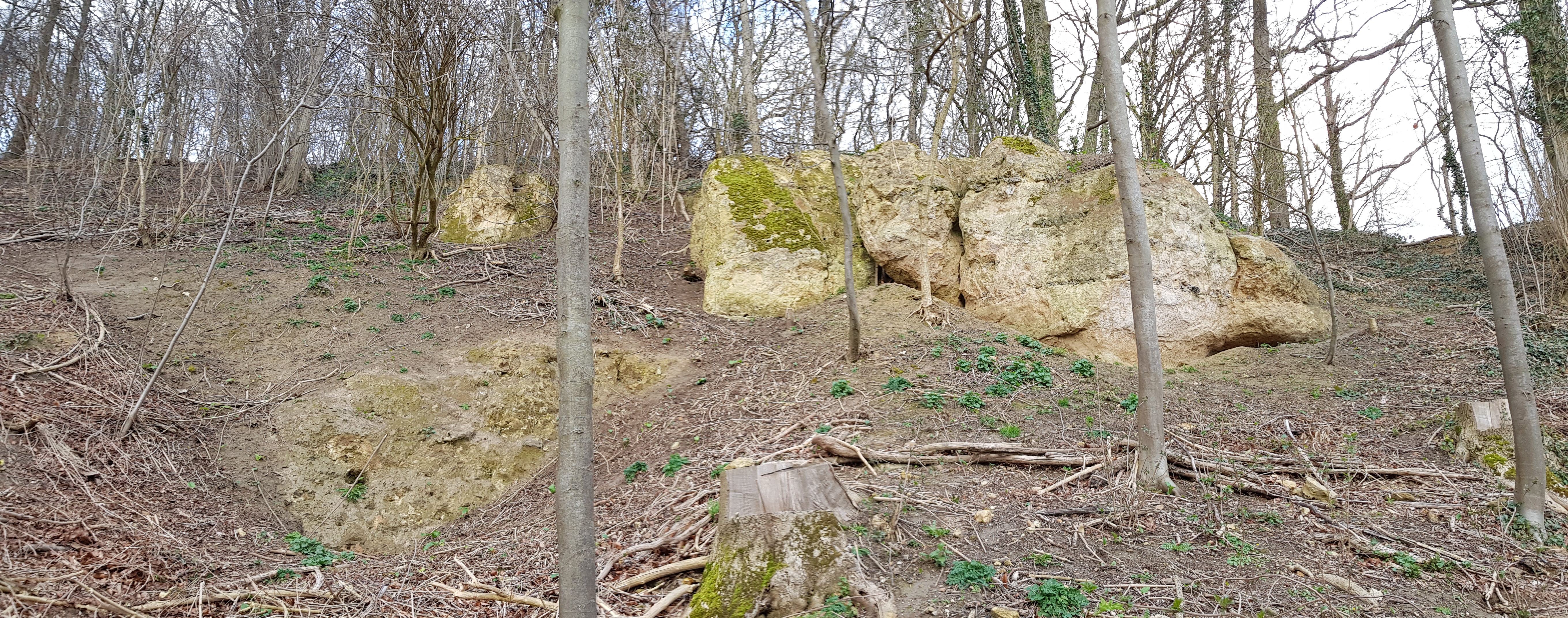
Bunderberggroeve

De Bunderberggroeve is een Limburgse mergelgroeve in de Nederlandse gemeente Eijsden-Margraten in Zuid-Limburg. De groeve ligt ten noordoosten van Cadier en Keer aan de Grubweg in het droogdal Sibbersloot, uitgehouwen in de zuidwestelijke helling van de Bundersberg. Ze ligt in het gebied van de westelijke rand van het Plateau van Margraten in de overgang naar het Maasdal. De groeve ligt in het gebied van Bemelerberg & Schiepersberg.
Op ongeveer 300 meter naar het zuidoosten ligt de Koeberggroeve, ongeveer 600 meter naar het noordoosten ligt Groeve 't Rooth en op ongeveer 675 naar het noorden ligt de Mettenberggroeve V.

## Geschiedenis
De groeve werd door blokbrekers ontgonnen voor de winning van kalksteenblokken.

## Groeve
De Bunderberggroeve is een kleine groeve en bestaat uit een aantal zijgangen.
De groeve ligt op het terrein van het Het Limburgs Landschap. Anno 2016-2017 is de ingang van de groeve niet toegankelijk, omdat de ingang van de groeve is dichtgevallen als gevolg van een grondverzakking.